# بويسيلو
بويسيلو (بالإسبانية: Boecillo)‏ هي بلدية تقع في مقاطعة بلد الوليد، قشتالة وليون، إسبانيا. اعتبارًا من عام 2018، بلغ عدد السكان 4154.